# Industrialización en Kazajistán
La industrialización en Kazajistán fue un proceso de expansión acelerada de la capacidad industrial del país entre 2010 y 2022, cuyo objetivo era reducir su rezago económico respecto de las naciones desarrolladas.

## Historia
La necesidad de diversificar la economía de Kazajistán, dejando de depender exclusivamente de las materias primas, se destacó por primera vez en el programa de desarrollo Kazajistán 2030, presentado en 1997 por el presidente Nursultán Nazarbáyev. Este enfatizó la importancia del crecimiento sostenible mediante la producción diversificada:

El crecimiento sostenible se puede lograr diversificando la producción. Bajo una competencia feroz y un régimen liberal de importaciones, industrias y sectores enteros se están adaptando al mercado, pero nuestros productos, salvo las materias primas, siguen siendo poco competitivos a nivel mundial. Esto nos lleva cada vez más a una fuerte dependencia de las materias primas, mientras que el mundo desarrollado y en desarrollo avanza en la dirección opuesta. El declive de la producción y su estructura regresiva constituyen un factor doblemente peligroso que ya no se puede ignorar. Un mercado verdaderamente libre creará nuevas industrias en nuestro país. Nuestro objetivo es presentar a Kazajistán al mundo como un lugar atractivo para la inversión y atraer activamente a inversores en sectores clave.

En 2008, Kazajistán se vio afectado por la Gran Recesión, que debilitó gravemente su potencial exportador, ya que los precios del petróleo se cuadruplicaron y los de los metales se redujeron a la mitad. La moneda nacional, el tenge, se depreció drásticamente. Sin embargo, para 2009, la economía kazaja había crecido un 1,1%, con un crecimiento industrial del 1,7%. Durante este período, el presidente Nazarbayev ordenó al gobierno desarrollar el Programa Estatal de Desarrollo Industrial e Innovador Acelerado (SPIID) y el Mapa de Industrialización del país. El presidente instó al Gobierno a centrarse en siete sectores prioritarios:
- agricultura y agroprocesamiento,
- industria de la construcción y materiales,
- refinación de petróleo e infraestructura de petróleo y gas,
- metalurgia y producción de productos metálicos acabados,
- desarrollo acelerado de las industrias química, farmacéutica y de defensa,
- energía,
- infraestructura de transporte y telecomunicaciones.

La primera fase quinquenal de industrialización bajo el SPIID comenzó en 2010. A través de proyectos en el Mapa de Industrialización, Kazajistán lanzó más de 500 nuevos tipos de productos. En ingeniería mecánica, por ejemplo, Tulpar-Talgo LLP comenzó a fabricar vagones de pasajeros para ferrocarril, Locomotive Assembly Plant JSC comenzó la producción de locomotoras, Electrovoz Kurastyru Zauyty LLP comenzó a producir locomotoras eléctricas, Prommashkomplekt LLP produjo desvíos ferroviarios y ruedas sólidas, Saryarka AutoProm LLP fabricó vehículos SsangYong Nomad, JAC, IVECO, Hyundai y Chevrolet Niva mediante ensamblaje semi-desmontado, Kamaz-Engineering JSC produjo camiones KAMAZ y equipo especial, Kentau Transformer Plant JSC fabricó transformadores eléctricos, Karlskrona LLP produjo equipos de bombeo y Maker LLP fabricó equipos de minería.
Durante los primeros cinco años del SPIID, el plan era implementar 294 proyectos por un valor de 8,1 billones de tenge (más del 40% del PIB del país), creando 161.000 empleos permanentes y 207.000 adicionales durante la fase de construcción.
Se brindó apoyo empresarial mediante herramientas como préstamos concesionales, arrendamiento financiero, subvenciones para la innovación y la exportación, y apoyo a los servicios. En la segunda fase del SPIID, los esfuerzos se centraron en atraer empresas multinacionales al sector de procesamiento para crear productos de exportación e impulsar la presencia de Kazajistán en los mercados globales.
Los esfuerzos de industrialización de Kazajistán llevaron al país a unirse a las 50 economías más grandes del mundo por PIB en 2012. En total, se implementaron aproximadamente 1300 proyectos, principalmente en agricultura, construcción e ingeniería mecánica, en el marco del programa, con un valor total de alrededor de 8 billones de tenge y la creación de más de 120 000 empleos permanentes. La contribución del sector manufacturero a la industria aumentó del 31,8 % en 2010 al 36 % a finales de 2018, alcanzando su participación en el PIB el 11,9 %.